# John Đỗ Văn Ngân
John Đỗ Văn Ngân (ur. 7 czerwca 1953 w Ninh Bình) – wietnamski duchowny rzymskokatolicki, biskup pomocniczy Xuân Lộc w latach 2017–2021, biskup diecezjalny Xuân Lộc od 2021.

## Życiorys
John Đỗ Văn Ngân urodził się 7 czerwca 1953 w Ninh Bình w prowincji Ninh Bình. Był uczniem Niższego Seminarium św. Józefa w Sajgonie (1965–1973). W 1973 rozpoczął formację kapłańską w Papieskim Kolegium św. Piusa X w Đà Lạt (do 1977). Święcenia prezbiteratu przyjął 14 stycznia 1992.
Po święceniach pełnił następujące funkcje: 1992–1994: wikariusz, a następnie proboszcz (1994–2005) parafii w Ninh Bình; 1994–1998: student na Uniwersytecie Społeczno-Humanistycznym w Ho Chi Minh, uzyskując licencjat z literatury wietnamskiej; 1995–2005: notariusz Sądu Biskupiego; 2005–2006: wykładowca w Wyższym Seminarium Duchownym; 2006–2010: studia specjalizacyjne na Uniwersytecie św. Tomasza w Manili (Filipiny), uzyskując licencjat z filozofii; 2010–2017: prorektor i profesor filozofii w Wyższym Seminarium Duchownym w Xuân Lôc.
2 maja 2017 papież Franciszek prekonizował go biskupem pomocniczym diecezji Xuân Lộc ze stolicą tytularną Buleliana. Święcenia biskupie otrzymał 1 czerwca 2017 na placu przed katedrą Chrystusa Króla w Long Khanh. Udzielił mu ich Joseph Đinh Đức Đạo, biskup diecezjalny Xuân Lộc, w asyście Thomasa Vũ Đình Hiệu, biskupa diecezjalnego Bùi Chu i Josepha Nguyễn Năng, biskupa diecezjalnego Phát Diệm. Jako zawołanie biskupie przyjął słowa „In sinu Iesu” (Oparty na sercu Jezusa).
16 stycznia 2021 papież Franciszek mianował go biskupem diecezjalnym Xuân Lộc. Ingres do katedry Chrystusa Króla, w trakcie którego kanonicznie objął urząd, odbył 3 marca 2021.